# 김형인
김형인(1979년 12월 12일~)은 대한민국의 희극인이다.

## 생애
2003년, 공채 7기로 SBS에 데뷔,여기서 윤택과 함께 "택아"를 권성호와 함께 '그런거야'로 인기몰이를 하며 리마리오, 김기욱, 만사마 정만호 등과 더불어서 웃찾사의 간판 개그맨이 되었다. 당시 유행어도 귓밥봐라, 그런거야 등 상당히 많았다. 그런데 2005년, 윤택 등 개그맨 14인이 박승대와의 이면계약과 노예계약을 폭로했는데, 여기에는 본인도 끼어있었다. 결국 이로 인해 윤택과 김형인 등은 당분간 웃찾사에 얼굴을 내밀지 못했고, 한참 후에야 웃찾사에 복귀했지만, 예전만큼의 인기를 얻지 못했으며, 게다가 웃찾사도 점점 몰락의 길을 걸으면서 결국 2010년 가을에 1차 종영되었다. 웃찾사에 출연하지 않고 있던 2006년 11월에는 KBS의 신설 코미디 프로그램인 웃음충전소에 출연하면서 KBS로 이적. 대안제국 코너에서 조선 시대 대신들 중 한 명으로 등장해서 다른 대신인 박성호와 함께 서로 왜 웃찾사 버리고 건너왔냐며 자학개그를 했다. 박성호는 원래 개콘에 출연하다가 소속사 문제로 웃찾사로 잠시 이적한 바 있다. 그 후에는 지친다 지쳐에서 서성금의 동생 역할, 즉 김준호의 처남 역할로 등장. 여기서 장동민은 S 회사에서 쫓겨난 거 아니냐고 인신공격을 하자 발끈하는 자학개그를 펼쳤다. 그 다음에 등장했을 때는 자기가 모시는 사장님이라면서 윤택을 KBS 코미디 프로그램으로 모셔왔다. 웃음충전소에 출연한 뒤 얼마 되지 않아서 웃찾사에 복귀했는데, 웃음충전소 당시에는 반삭 머리였다가 웃찾사 복귀 때는 머리가 많이 자란 걸 보니 녹화한 지 꽤 된 것 같다. 그리고 2011년 코미디빅리그에 이적했다가 2013년 웃찾사로 돌아와 <마지막 수업>, <호찬아>(엎드려~), <장스타와 두 얼간이> 등의 코너에 출연했다. 레전드 매치 개편 후 "연변 신세계"라는 코너로 나왔지만, 2주 만에 2차로 종영되었다. 더 안타까운 건 역대 종영 코너 중 득표 수가 높았다는 점이다. 2019년 11월부터 허세스코라는 유튜브 채널을 운영 했었다. 한국인들의 허세를 박멸하는것이 목표라 하며 지방행사를 뛰면서 쌓은 인맥을 사용해 전직 조직폭력배인 성경호라는 인물을 섭외하여 반건달, 건달, 조폭, 전과자 썰을 주컨텐츠로 하고 있다. 슬기로운 깜빵생활, 의사생활을 패러디한 슬기로운 숙소생활이라는 웹드라마 시리즈를 주컨텐츠로 삼았으나, 채널이 점점 커지고 좋은 흐름 타던 도중 갑작스럽게 2021년 11월 18일 즈음에 업로드된 글을 보면 채널에서 하차하고 성경호에게 채널을 넘긴 듯하다. 채널 인수비는 성경호의 글에 따르면 억대금액, 김형인의 개인방송에 따르면 1억원이라고 한다. 이후 LH플렉스 채널을 열고 슬기로운 숙소생활의 후속작인 슬기로운 숙소생활 2를 제작했으나, 저작권 침해 신고를 당해 비열한 삼거리로 변경하여 재업로드하였다.  최근 윤형빈이 개설한 전국파이터연합 채널에 정용국, 김성기, 신흥재와 함께 출연하였다. 이 때 자신이 중고등학교 시절 유도 베이스였음을 밝혔다.

## 논란

### 불법도박장 개설
2021년 최재욱과 함께 불법 도박장 개설 혐의로 벌금 200만원을 선고받았다.

## 학력
- 백제예술대학교 방송연예과

## 출연 작품
- 웃찾사(SBS)
  - <그런거야>
  - 〈택아〉
  - 〈미녀 삼총사〉
  - 〈성호야〉성호의 아버지 역
  - 〈마지막 자존심〉
  - 〈호찬아〉 담임 선생님 역
  - 〈미래소년 민기〉
  - 〈서운타〉 이수빈의 아버지 역
  - 〈세기의 대결 알파코〉
  - 〈시져 VS 시저〉
  - 〈장스타와 두 얼간이〉
  - 〈연변 신세계〉
- 웃음충전소(KBS2)
  - <대안제국>
- TV는 사랑을 싣고(KBS1)
- 켠김에 왕까지(온게임넷)
- 코미디빅리그(tvN, 2011)
- 위기탈출 넘버원(KBS2,2011)
- 역적 : 백성을 훔친 도적(MBC, 2017)

### 라디오
- 경인방송 SUNNY FM - 윤택, 김형인의 2시가 좋아

## 같이 보기
- 강현 (희극인)